# Wilhelm Siegmund Feldberg
Wilhelm Siegmund Feldberg (n. 19 noiembrie 1900, Hamburg – d. 23 octombrie 1993, Londra) a fost un fiziolog și farmocolog german.

## Date biografice și activitate
Feldberg provenea dintr-o familie bogată de evrei germani. A studiat medicina în Heidelberg și München. În 1925 a obținut, la Berlin, diploma de doctor în medicină. Pe lângă acestea el mai studiat și fiziologia la clasa fiziologul britanic John Newport Langley în Cambridge. După trei ani s-a reîntors în Germania unde devine asistentul profesorului Wilhelm Trendelenburg de la Universitatea Friedrich-Wilhelm din Berlin.
În anul 1933, ca urmare a legii elaborate la 7 aprilie 1933 de partidul nazist, a fost nevoit să înceteze activitatea, ca evreu. O bursă primită de la fundația Rockefeller i-a permis însă să-și continue activitatea la National Institute for Medical Research din Melbourne. După emigrarea în Australia s-a reîntors în Anglia. După 1945, Feldberg este printre primii oameni de știință care reiau, după război, contactul cu Germania, înființând fundația Feldberg care acordă premii din anul 1961 oamenilor de știință englezi și germani.
Activitatea lui Feldberg este umbrită de critica adusă lui pentru cercetările efectuate pe animale, cercetări care ar fi încălcat legile de protecție a animalelor.
Printre cercetările sale se numără acțiunea histaminei, acetilcolinei conținută de veninul de șarpe și de albină, care pot cauza șocul anafilactic.

## Distincții
Feldberg, pentru activitatea sa, a fost distins cu titlul onorific de doctor de Freie Universität Berlin, universitățile din Bradford, Freiburg im Breisgau, Heidelberg, Köln, Londra, Lüttich și Würzburg.
A fost membru onorific al lui Royal Society, al societăților British Pharmacological Society și Société FranÇaise d’Allergie. În anul 1983 este distins cu Royal Medal de Societatea Regală Britanică.
1. 1 2  „Wilhelm Siegmund Feldberg”, Gemeinsame Normdatei, accesat în 24 aprilie 2014
2. 1 2  Wilhelm Feldberg, SNAC, accesat în 9 octombrie 2017
3. ↑  Wilhelm Siegmund Feldberg, Munk's Roll
4. ↑  „Wilhelm Siegmund Feldberg”, Gemeinsame Normdatei, accesat în 11 decembrie 2014
5. ↑  IdRef, accesat în 21 martie 2020
6. 1 2  Czech National Authority Database, accesat în 8 iunie 2022